# Fabián Carmona
Fabián Alejandro Carmona Fredes (Santiago, 21 de março de 1994) é um futebolista chileno que atua como atacante. Atualmente, joga pela Universidad de Chile.

## Carreira
Formado na Universidad de Chile, Carmona chegou nas categorias de base do clube chileno em 2003. No profissional, estreou em 9 de setembro de 2012, contra o Santiago Wanderers, em partida válida pela Copa Chile.

## Estatísticas
Até 24 de fevereiro de 2013.

### Clubes
| Clube                | Temporada         | Campeonato nacional | Campeonato nacional | Copa nacional[a] | Copa nacional[a] | Competições continentais[b] | Competições continentais[b] | Outros torneios[c] | Outros torneios[c] | Total | Total |
| Clube                | Temporada         | Jogos               | Gols                | Jogos            | Gols             | Jogos                       | Gols                        | Jogos              | Gols               | Jogos | Gols  |
| -------------------- | ----------------- | ------------------- | ------------------- | ---------------- | ---------------- | --------------------------- | --------------------------- | ------------------ | ------------------ | ----- | ----- |
| Universidad de Chile | 2012              | 1                   | 0                   | 3                | 0                | 0                           | 0                           | 0                  | 0                  | 4     | 0     |
| Universidad de Chile | Total             | 1                   | 0                   | 3                | 0                | 0                           | 0                           | 0                  | 0                  | 4     | 0     |
| Total na carreira    | Total na carreira | 1                   | 0                   | 3                | 0                | 0                           | 0                           | 0                  | 0                  | 4     | 0     |

- a. ^ Jogos da Copa Chile
- b. ^ Jogos da Copa Libertadores e Copa Sul-Americana
- c. ^ Jogos do Jogo amistoso

## Títulos
Universidad de Chile
- Campeonato Chileno (Torneo Apertura): 2012